# Ivan Ivanov
Ivan Radnev Ivanov, född 19 december 1968, är en bulgariskfödd (Gurkovo) före detta brottare inom den grekisk-romerska stilen. Ivanov är gift med Silviya och har med henne två döttrar Magdalena och Katerina. Han blev amerikansk medborgare 2006. Han är även känd för att ha utvecklat träningsredskapet Bulgarian bag.